# 石川あゆ子
石川 あゆ子（いしかわ あゆこ、生年月日不詳）は、日本の作詞家である。

## 来歴
1980年代以降、アイドルシンガー、アニメーションテーマソングなどに多数作品を提供している。

## 提供曲
- 相川恵里

「A・BU・NA・I バージョン」「センチメンタルおことわり」
- 浅香唯

「19時のLunar」
- アンルイス

「WOMAN」（- テレビアニメ『シティーハンター』 Part1「ザ・シークレット・サービス」エンディングテーマソング）
- 五十嵐いづみ

「素直になれなくて」（- 『少女コマンドーいづみ　IZUMI』テーマソング）
- 石川秀美

「MELLOW・MELLOW」「リップ・スティック」「最後のジェラシー」
- 井上てるよ

「優しい柱時計」（- 『魔法少女　ちゅうかないぱねま！』エンディングテーマソング）
- 岩下彩香[3]

「運が良ければ」（- アルバム『眠らせないで』（1996年発売）所収）
- Wink

「雨に消えた初恋」（- 日本語訳詞）
- 小川範子

「かきかけの手記のように」「これでいいの」
- Q3(八木亜希子、越智静香、中島宏海)

「永遠のミスキャスト」
- 久宝留理子[4]

「キャンセル待ちじゃない」
- Coco

「冬の微粒子」「雨のジェラシー」
- KUKO

「タマゴより難しい」（- 『魔法少女ちゅうかないぱねま!』オープニングテーマソング）
- SAKANA

「Oh! Carol」（- アルバム『Get into Water』ニール・セダカの歌の日本語訳詩）
- 相楽晴子

「24時のBRIDE」「HOTEL BLANCHEの午後」「ある愛の報告」
- SHI-SHONEN

「Kiss Kiss Kiss」「映して、鏡」「スタティック・ブギ」「水晶のピラミッド」（– アルバム『2001年の恋人達 （2001;Lovers）』所収）
- 谷村有美

「フリージアと後悔」（- アルバム『docile』（1992年発売）所収）
- 中村由真

「千年の涙」「砂にたてたキャンドル」「Iの嵐」「アコースティック・レイン」「アリスの部屋」「サラディアン・エイジ」「シビアー」「ジレンマ」「パニック —I’m in panic—」「ヘッドフォンより愛をこめて」「夜明けのナイーブ」「微笑の5番」「悲劇のエキストラ」「春風にNon」「淋しさのミリバール」「膝上のAUTUMN」「薔薇のアダージオ」
- 中山忍

「CALL ME A GIRL」「ときめきを唇に」「二度目のウインター」「千年の難破船」「記憶鮮明」「銀の蓋」
- 野田幹子

「太陽・神様・少年」
- 花島優子[5]

「悲しみに一番近い場所」（- 『美少女仮面ポワトリン』オープニングテーマソング）「あなただけ change me」（- 『美少女仮面ポワトリン』エンディングテーマソング）
- 早瀬優香子

「裸足のボレロ」「グランド・マザー」（- 日本語詞）「ロールシャッハ・ロールシャッハ」「唇の不一致」「BLANC」（- アルバムポリエステル収録）
- 早見優

「COOL CONVERSATION」「MIDNIGHT BEIGE」「毎日がHONEY MOON」「鞄を持った女」
- 深津絵里（高原里絵）[6]

「YOKOHAMAジョーク」「哀しきメトロジェンヌ」「マリオネット･ブルー」「満月のくちづけ」「7つの涙」「彼の涙･彼女の意志」
- 藤あや子

「WOMAN」
- 三浦理恵子

「妖精物語」
- Ms.OOJA

「WOMAN」
- 村田和人

「GOOD MORNING KISS」「SHINING STAR 〜うまく言えない〜」「水のエンベローブ」（- アルバム『GO POP』所収）
- 森丘祥子

「唇にラズベリー」「嘘つきなあなたへ」「空気みたいなさよなら」
- 山口弘美

「蒼い糸」
- 吉沢秋絵

「あなたより素敵な人」
- 渡辺満里奈

「バラードを聞きながら」